# Welski Park Krajobrazowy
Welski Park Krajobrazowy – park krajobrazowy w Polsce, położony w południowo-zachodniej części województwa warmińsko-mazurskiego, w dolinie rzeki Wel.

## Charakterystyka
Park utworzono 18 grudnia 1995 r. Pierwsza siedziba dyrekcji Parku znajdowała się w Lidzbarku przy ulicy Jeleńskiej. Obecnie siedziba dyrekcji mieści się w Jeleniu koło Lidzbarka. Park powstał w celu ochrony walorów przyrodniczych, historycznych oraz kulturowych regionu, a przede wszystkim doliny rzeki Wel. Charakterystyczną cechą Parku jest różnorodność środowiska przyrodniczego, a mianowicie bogactwo flory i fauny oraz zróżnicowanie krajobrazu. Dominującym elementem rzeźby terenu są piaszczyste równiny sandrowe, zajmujące ponad połowę powierzchni Parku, występuje również wysoczyzna morenowa oraz rynny subglacjalne. Ważnym elementem przyrodniczym Parku są jeziora polodowcowe, można wyróżnić 13 większych jezior.
Jego powierzchnia wynosi obecnie 20 023,34 ha a powierzchnia otuliny 16 282,58 ha.

## Turystyka
Rozwinięta jest infrastruktura turystyczna Parku. Dostępne są wieże widokowe w Tuczkach, Lidzbarku, Grądach i rezerwacie Neliwa, a także kilka wiat odpoczynkowych.

### Szlaki
Przez teren Welskiego Parku Krajobrazowego przebiega łącznie 11 szlaków turystycznych pieszych i rowerowych, szlak kajakowy rzeką Wel, a także Szlak Samochodowy Pętli Grunwaldzkiej.

### Muzea
W siedzibie Welskiego Parku Krajobrazowego udostępnione są dwa muzea – Muzeum Przyrody i Muzeum Etnograficzne im. Edwarda Klemensa. Muzea czynne są od poniedziałku do piątku w godz. 9.00-15.00. Wstęp do muzeów jest bezpłatny.

## Rezerwaty przyrody
Na terenie Parku znajdują się 4 rezerwaty przyrody:
- Bagno Koziana
- Piekiełko
- Ostrów Tarczyński
- Jezioro Neliwa (utworzony w grudniu 2006)

Rezerwat przyrody Czapliniec Werski został zlikwidowany w grudniu 2006 z powodu przesiedlenia czapli, których to siedliska były tam chronione w inne miejsce (las w Rybnie przy ul. Sportowej).